# Ligne de Surzur à Port-Navalo
La ligne de Surzur à Port-Navalo est une ancienne ligne de chemin de fer, à voie métrique, française. Elle faisait partie du réseau des chemins fer secondaires du département du Morbihan et permettait, à partir de la ligne de Vannes à La Roche-Bernard, la desserte de la presqu'île de Rhuys de son ouverture en 1910 à sa fermeture en 1938.

## Histoire

### Chronologie
- 27 juillet 1907 : déclaration d'utilité publique ligne de Surzur à Port-Navalo par Sarzeau,
- 27 juillet 1910 : mise en service de Surzur à Port-Navalo par la Compagnie CM[2],
- Début de l'année 1947 : fin de l'exploitation de la ligne de Surzur à Port-Navalo[3].

### Origine
Le projet de desserte des communes du département du Morbihan par des voies ferrées d'intérêt local, à voie métrique, devient une réalité, en octobre 1892, lorsque le conseil général décide d'étaler les constructions dans le temps en programmant les travaux en deux réseaux. La desserte des communes de Theix et de Surzur, situées à l'entrée de la presqu'île de Rhuys, est intégrée dans la ligne de la Roche-Bernard à Locminé programmée dans les chantiers du premier réseau. Cette ligne passe par Vannes dont la station est située près de la gare de la Compagnie du chemin de fer de Paris à Orléans. La section de Vannes à la Roche-Bernard est mise en service le 15 mars 1903 par la Compagnie des chemins de fer d'intérêt local du Morbihan, désignée par les initiales CM.

### Projets sans suite
Un entrepreneur parisien, Ludovic de l'Étang, propose de créer une voie ferrée sur la route de Vannes à Port-Navalo dans un courrier adressé au préfet du département le 10 septembre 1897. Pas assez détaillé, son projet est rejeté le 30 août 1898 par le conseil général et sa requête adressée au ministre des travaux publics, le 13 octobre 1898, est également sans succès. Pas découragé, le 11 mars 1900, il propose au préfet un nouveau projet intitulé « Avantages pour la région sud du département du Morbihan qui résulteraient de l'établissement d'une voie ferrée étroite sur la route de Vannes à Port-Navalo ». Son argumentaire comporte notamment, outre l'intérêt de la ligne pour les populations, le développement du port de Port-Navalo, sur la commune d'Arzon, et l'ouverture de stations balnéaires qui permettraient d'attirer de nombreux touristes en saison estivale. Son projet n'est pas retenu,.
Dans le même temps, des communes se motivent pour obtenir une desserte. Dès 1885, les élus d'Arzon s'intéressent à une « ligne de Surzur à Sarzeau » en votant, le 8 mars, une participation aux « frais d'études » de 100 francs et en 1887 le conseil municipal de la commune indique qu'il « fera tous les sacrifices que permettra la situation financière de la commune si le chemin de fer est prolongé jusqu'à Arzon ». Les élus de Sarzeau, le chef-lieu du canton, demandent en août 1893 une étude pour une ligne de Sarzeau à Vannes. Mais la demande du conseil général d'une subvention de 1 250 francs pour l'étude de ce projet est rejetée au prétexte que cela intéresse d'autres communes.

### Projet relation Vannes - Sarzeau
En 1902, un avant-projet est constitué pour la création d'une relation Vannes - Sarzeau. Cette pré-étude est motivée par l'intérêt de la presqu'île à avoir un moyen de transport efficace pour rejoindre Vannes et Saint-Nazaire mais aussi pour faire venir des voyageurs et des touristes qui actuellement reculent face aux difficultés rencontrées pour effectuer ce voyage. Elle est également plus précise que le projet de Ludovic de l'Étang, en chiffrant un potentiel de 12 049 habitants susceptibles d'effectuer cinq voyages pendant l'année et en faisant l'inventaire des marchandises pouvant alimenter le trafic entrant ou sortant : le vin, l'alcool des distilleries qui ont besoin de bois et de charbon, les produits des moulins, environ 600 tonnes de sel produit par les marais salants de Sarzeau, Saint-Gildas et Port-Navalo, les produits de la pêche et de l'ostréiculture. Le chiffrage prévoit une exploitation bénéficiaire dégageant un bénéfice annuel de 72 434,98 francs. 
Cette demande, appuyée par tous les conseils municipaux intéressés, engendre des réactions, de la part de la compagnie concessionnaire du réseau départemental qui propose, dans un courrier du 21 novembre 1902, de « signer avec le département un traité de concession aux conditions ordinaires » et de l'administration des ponts et chaussées qui diligente une étude aboutissant au rapport d'un ingénieur en date du 27 novembre de la même année. Il revoit légèrement en baisse le potentiel de voyageurs, en estimant que cela concerne 11 500 personnes, et estime qu'il y aura un important trafic de marchandises alimenté principalement par les vins blancs de Sarzeau, les eaux-de-vie de Saint-Gildas de Rhuys et du sel et des engrais marins. Il note également que le prolongement de la ligne jusqu'à Port-Navalo apporterait une plus-value indéniable et qu'il ne faut pas oublier qu'il existe une concurrence routière du fait que deux voituriers effectuent un service routier entre Vannes et Sarzeau. La commission départementale, qui  dispose du dossier à « titre officieux » lors de sa séance du 31 janvier 1903, conclut au renvoi de l'affaire devant le conseil général tout en partageant l'avis de l'ingénieur en chef sur l'utilité et le coût relativement modeste de ce projet.

### Mise à l'enquête de Vannes à Port-Navalo
La 2e commission présente son rapport sur le sujet lors de la séance du conseil général du 22 avril 1903. Globalement la commission se rallie à l'avis de l'ingénieur sur l'intérêt de la création de cette prolongation dans la presqu'île de la ligne venant de Vannes et comme quoi cette elle « ne paraît pas devoir entrainer des dépenses kilométriques de premier établissement supérieures à celles du premier réseau », il précise que le dossier chiffre un coût maximum de 45 000 francs par kilomètre soit un total de 600 000 francs pour les 13 kilomètres du tracé le plus court de Sarzeau à Surzur et propose pour ses raisons de « compléter le dossier et de mettre la ligne à l'enquête ». Elle conseille néanmoins de compléter l'enquête sur deux points relevés dans le dossier de l'ingénieur. Le premier est de vérifier s'il n'y aurait pas un intérêt économique à prolonger immédiatement la ligne de 13 km jusqu'à Port-Navalo, part Saint-Gildas et Arzon, ce qui représente un supplément au maximum de 400 000 francs. Le deuxième concerne le choix du lieu de raccordement qui est le seul point qui divisent les communes : Damgan, Ambon et d'autres font le choix de Surzur alors que Noyalo, Le Hézo et Saint-Armel choisissent Theix ce qui rallonge la ligne mais est plus direct pour rejoindre Vannes. Le conseil municipal de Sarzeau ne prend pas parti il acceptera le choix fait. La commission propose donc aux conseillers de voter sur la « mise en état du dossier et la mise à l'enquête de la ligne de Vannes à Port-Navalo ». Après quelques remarques, notamment sur le fait que cette nouvelle ligne ne doit pas venir avant celles déjà programmées dans le 3e réseau, les conclusions du rapport de la commission sont adoptées,.

### Ligne de Surzur à Port-Navalo
Une loi du 27 juillet 1907, signée par le président de la république Armand Fallières, déclare « d'utilité publique l'établissement, dans le département du Morbihan, d'un chemin de fer d'intérêt local, à voie étroite, de Surzur à Port-Navalo »

### Exploitation
Le 27 juillet 1910, le préfet du département autorise l'ouverture de l'exploitation du chemin de fer d'intérêt local de Surzur à Port-Navalo,.
Lors de sa séance du 19 décembre 1938 le conseil général décide la fermeture de la quasi-totalité de son réseau, néanmoins pour Surzur à Port-Navalo, il décide, d'attendre la remise en état de la route, mais de fermer la ligne au plus tard le 1er janvier 1941. Après le début de la Seconde Guerre mondiale, le conseil général, lors de sa séance du 7 novembre 1939, décide qu'en fonction des problèmes rencontrés il remet en service les voies fermées mais qui ne sont pas déposées et poursuit les circulations sur celles encore en service, ce qui est le cas de Surzur à Port-Navalo. Ce n'est qu'après la fin de la guerre, au début de l'année 1947 qu'il décide de fermer la ligne avant le 1er avril de cette même année,.

## Caractéristiques

### Tracé
La ligne était entièrement tracée en site propre.

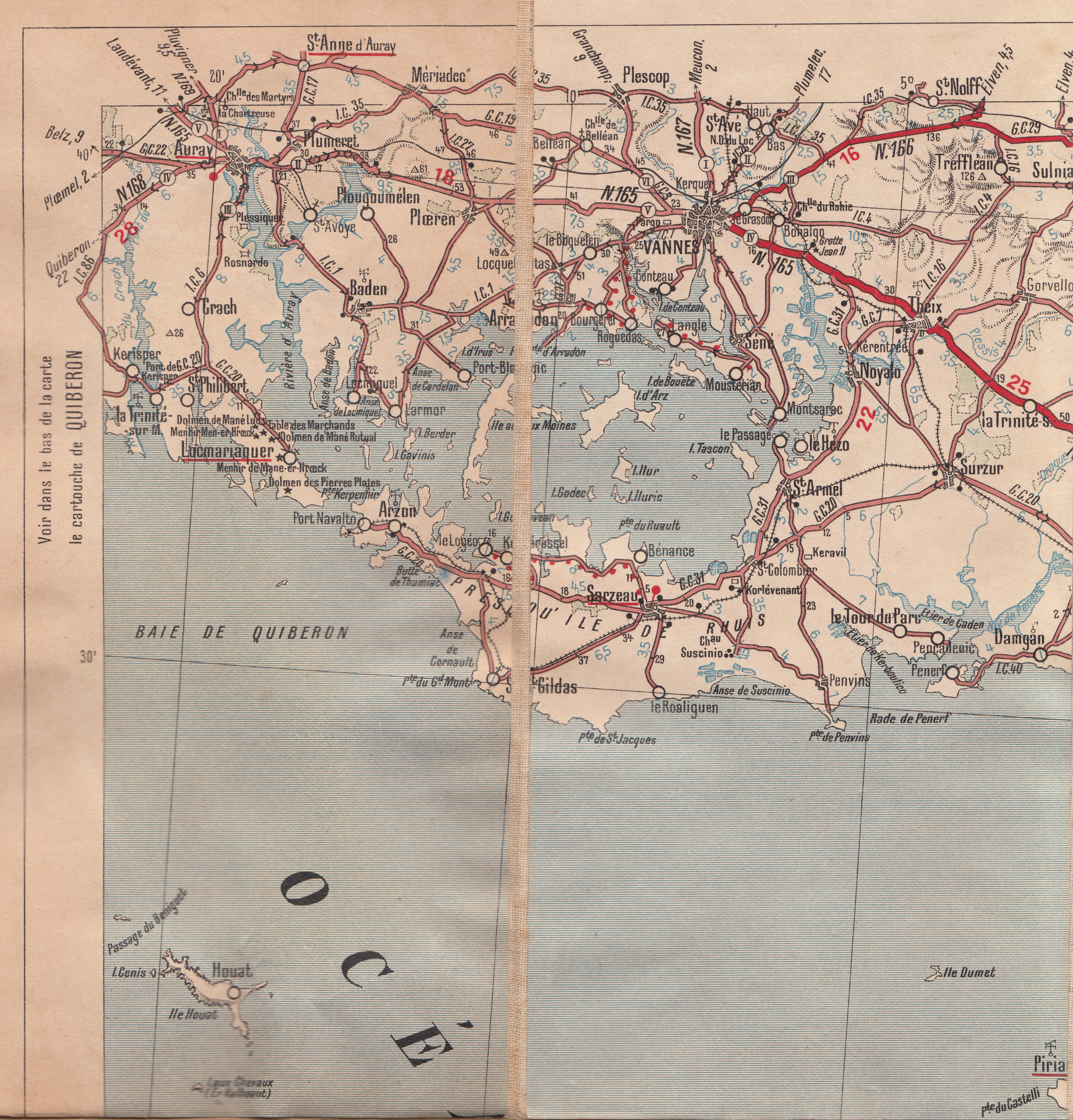
Carte de la ligne.

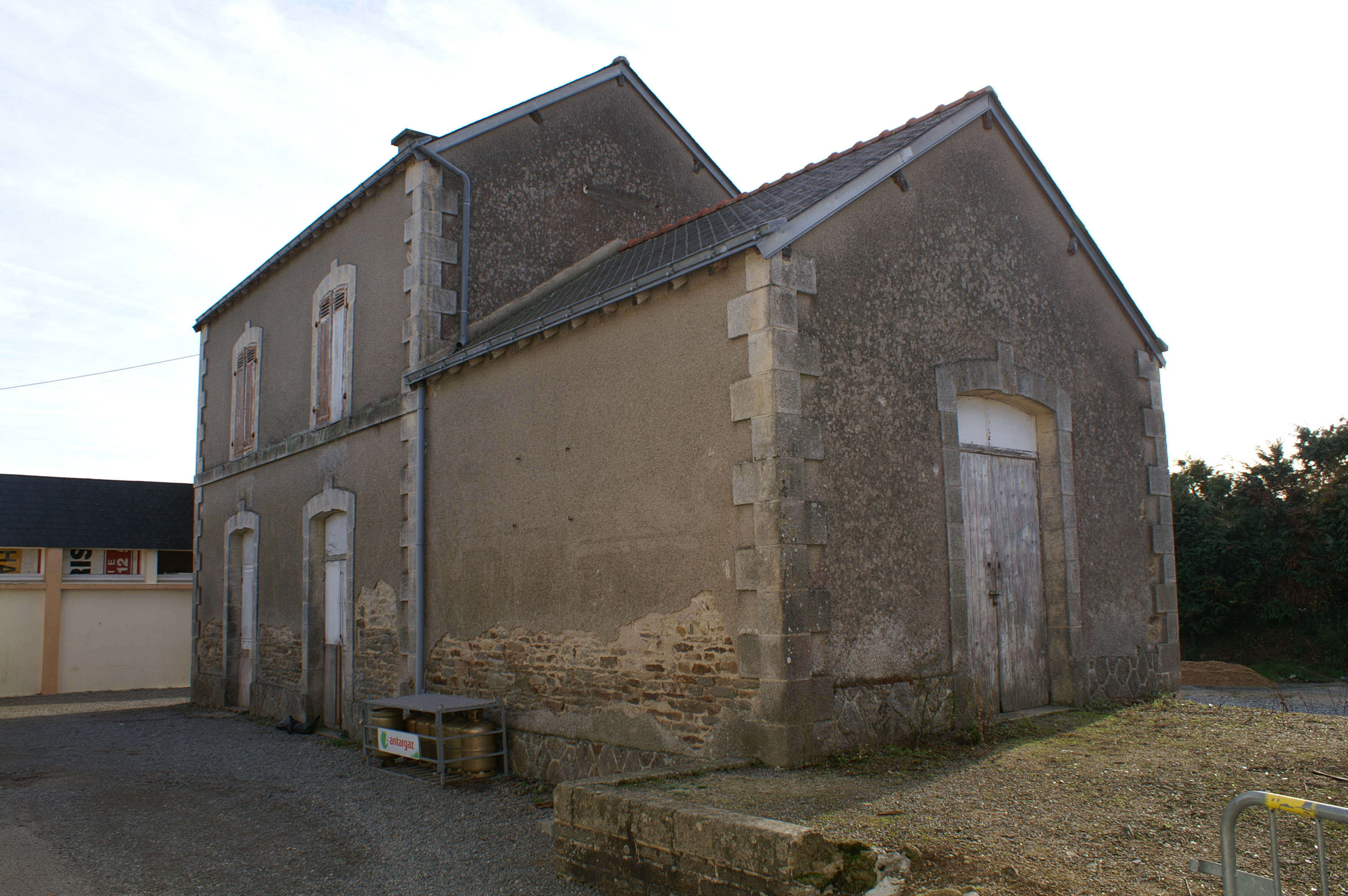
Gare de Surzur

 .

## Patrimoine ferroviaire
Il subsiste :
- La gare de Surzur avec le bâtiment voyageur et la halle à marchandises. Celle-ci est en cours de rénovation pour accueillir un centre associatif et d’exposition[19].
- La gare de Sarzeau.
- La gare-terminus de Port-Navalo, proche de l'arrêt de bus Cinéma.